# SJ (vasúttársaság)

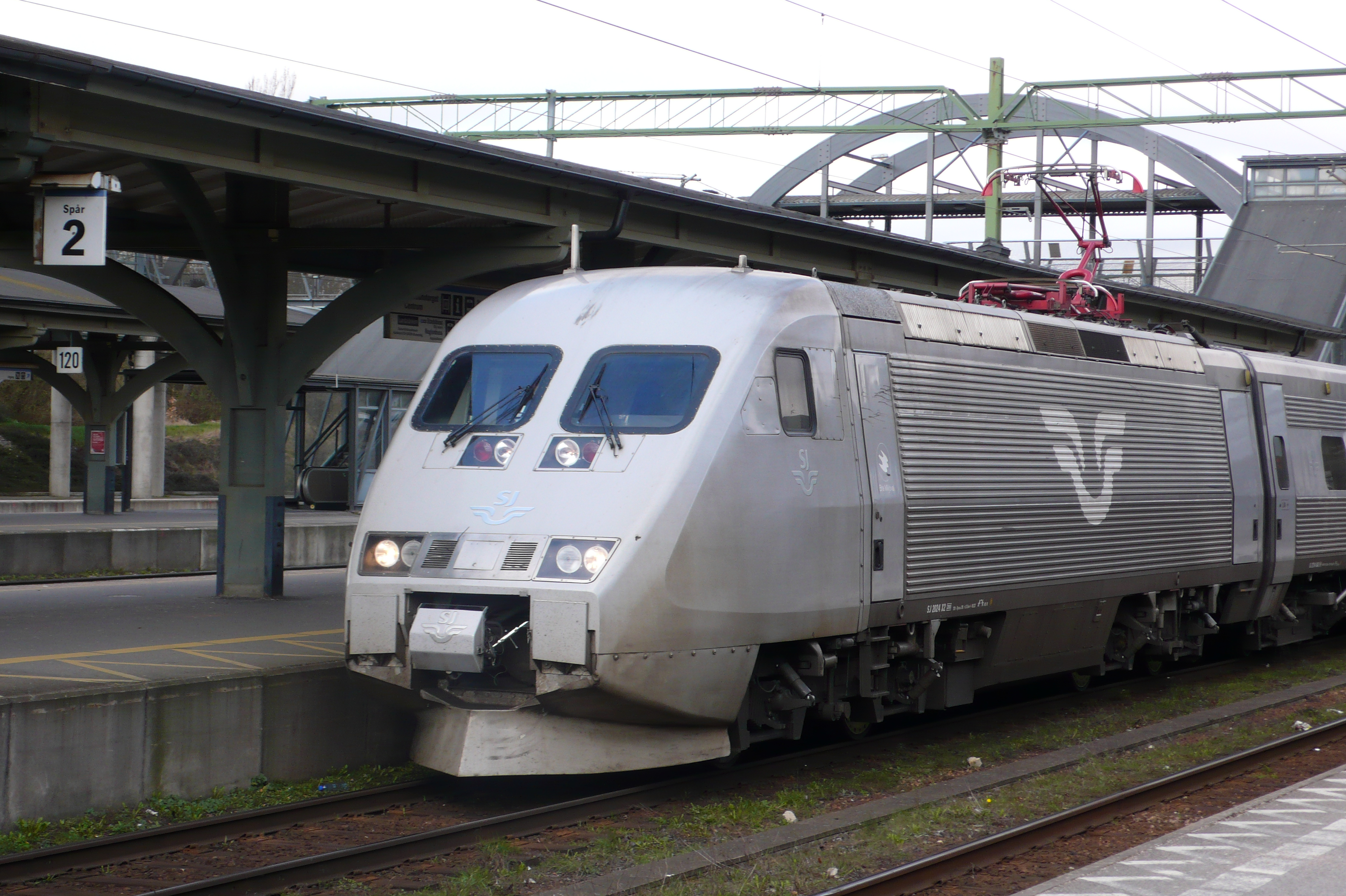
SJ X2000 vonat

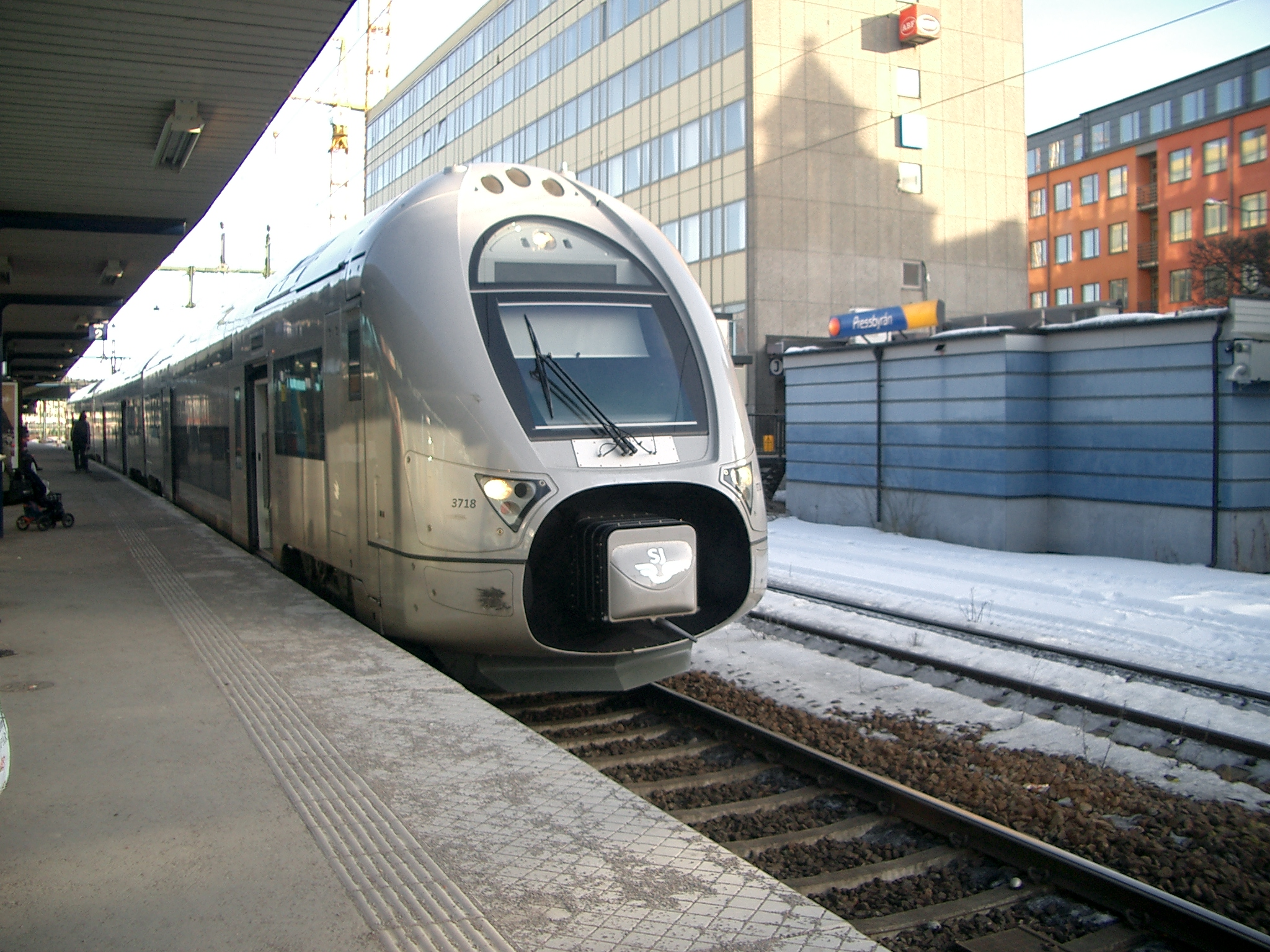
Az SJ emeletes motorvonata

Az SJ (eredetileg a Statens Järnvägar rövidítése) Svédország nemzeti vasúttársasága.

## Vasúthálózat
A vasúthálózat normál nyomtávolságú, 15 kV, 16⅔ Hz váltakozó árammal villamosított.

## Eredménye
Az SJ 2011 első félévében, 140 millió svéd korona (22,2 millió amerikai dollár) veszteséget könyvelt el. 2010 azonos időszakban még 220 millió korona nyereséget ért el. A második negyedévben kicsivel jobb eredményt mutatott: az adózás előtti profitja 94 millió korona volt, bár ez sokkal rosszabb, mint a 2010. évi második negyedévi 340 millió koronás eredmény. A tél okozta problémák – amelyek nagy területen megbénították a vasúti közlekedést – az év első felében, mind az üzletfeleinknek mind pedig az SJ-nek nagy vesztességet okozott. A második negyedévet az infrastruktúra meghibásodásai tették tönkre, mint pl. felsővezetékszakadás, síntörés, árvíz, kombinálva azzal, hogy az SJ nem volt képes az üzem ellátásához szükséges járműveket biztosítani. Mindezek vezettek a kisebb eredményhez, mivel növekedett a járművek fenntartási költsége, a kiesett járatok helyettesítése is költséges volt, és a késések miatti utas kompenzáció is hatalmas összegeket emésztett fel. Hosszútávon a SJ szeretné az utasok bizalmát visszaszerezni.

## Kapcsolódó szócikk
- Svédország vasúti közlekedése